# Gary Dineen
Gary Daniel Patrick Dineen (Montréal, 1943. december 24. – Springfield, Massachusetts, 2006. április 1.) profi jégkorongozó.

## Karrier
A junior karrierjét az OHA-ben kezdte 1960-ban. Négy szezont játszott itt. Játszott két szezont a Toronto St. Michael'sban és egyet-egyet a Toronto Neil McNeil Maroonsban és a Toronto Marlborosban. 1964-ben a Marlboros-zal megnyerték a Memorial-kupát. Ezután hat évet játszott a kanadai férfi jégkorong-válogatottban. Közben játszott a Brit Clumbia Egyetemen és az Ottawa Nationalsban. 1968–1969-ben a  Memphis South Starshoz került mely a CHL-ben szerepelt. Még ebben az évben felkerült a Minnesota North Starshoz négy mérkőzésre. 1969–1970-ben játszott a Salt Lake Golden Eaglesben, az Iowa Starsban és a Springfield Kings és 1971-ben a csapattal megnyerték a Calder-kupát. Innen vonult vissza két évvel később 1972-ben. Aktív pályafutása után edző is volt rövid ideig.

### Nemzetközi karrier
1963–1964-ben már játszott a kanadai válogatottban és 1968-ig apró megszakítással kerettag volt. Részt vett az 1964-es téli olimpián, ahol negyedikek lettek. Az 1965-ös jégkorong-világbajnokságra is elutazhatott, ahol szintén negyedikek lettek. Az 1967-es jégkorong-világbajnokságról már bronzéremmel térhetett haza. Utolsó nagy világeseményén az 1968-as téli olimpián bronzérmet szerzett.

## Díjai
- J. Ross Robertson-kupa: 1961, 1964
- Memorial-kupa: 1961, 1964
- Calder-kupa: 1971
- Világbajnoki bronzérem: 1967
- Olimpiai bronzérem: 1968